# Etnisk profilering
Etnisk profilering eller raceprofilering finder sted, hvis politiet bruger race, hudfarve eller religion som grund til at udøve kontrol og overvågning, uden at der er en objektiv grund til at gøre det. For eksempel kan etnisk profilering i Danmark finde sted i visitationszoner, hvor politiet skal vælge, hvem de vil visitere for kriminel adfærd.

## Definition
Ifølge en EU-rapport er det tætteste, man kommer på en officiel europæisk definition af begrebet, Europarådets organ Den Europæiske Kommission mod Racisme og Intolerances (ECRIs) beskrivelse af etnisk profilering som "politiets brug af f.eks. race, farve, sprog, religion, nationalitet eller national eller etnisk oprindelse i forbindelse med kontrol, overvågning og efterforskning uden nogen form for objektiv eller fornuftig begrundelse".

## Etnisk profilering i Danmark
Ifølge kriminolog David Sausdal fra Københavns Universitet indgår etnisk profilering i politiarbejdet i Danmark. Ifølge Sausdal kan det være fornuftigt for en betjent som et delelement at inddrage, hvilken nationalitet eller etnicitet en person ser ud til at have, men opmærksomheden på etniciteten må ikke stå alene.
Der er forskellige indikationer på, at indvandrere ofte bliver anholdt på en mistanke, der ikke fører til nogen dom, end personer med dansk herkomst. Det fremgik blandt andet af DR-dokumentaren "I politiets vold: Mørk og Mistænkt" i 2018 og en rapport fra Kriminalforsorgen i 2019. Og i et notat fra Videnscenter for Integration udgjorde indvandrere og efterkommere i 2018 43 pct. af de anholdte for brud på straffeloven, men kun 29 pct. af de dømte. Billedet var tilsvarende i 2016-2017. Ifølge politiforskeren Adam Diderichsen, forfatter til bogen Etik for politifolk, opererer det danske politi efter en diskriminerende logik: "Det giver sig selv, at nogle indvandrergrupper er overrepræsenteret i statistikkerne, når de bliver stoppet og tjekket uproportionalt meget i forhold til, hvor stor en del af den samlede befolkning de udgør. Man tilbageholder mange inden for én gruppe, finder dårlige eksempler iblandt, men misser en masse andre fra øvrige grupper," udtalte han til Weekendavisen. Rigspolitiets kommunikationsdirektør Anders Frandsen afviste omvendt, at politiet lavede stikprøver baseret på etnisk tilhørsforhold.
Ifølge Institut for Menneskerettigheder kan der være saglige grunde til, at politiet i nogle situationer er ekstra opmærksomme eller mistænksomme over for etniske minoriteter. Det afgørende er efter instituttets mening, at det ikke sker i et urimeligt omfang og dermed bliver til forbudt etnisk profilering.